# Christopher George
Christopher George (25 de febrero de 1929 - 28 de noviembre de 1983) fue un actor estadounidense.

## Carrera
Christopher George nació en Royal Oak, Míchigan y en su carrera protagonizó grandes películas como El Dorado de 1966, con John Wayne, Gavilan (1968), The Delta Factor (1970), Chisum (1970), nuevamente con John Wayne y dirigida por Andrew V. McLaglen, Ladrones de trenes, dirigida por Burt Kennedy, I Escaped from Devil's Island (1973), Midway (1976) como el teniente C. Wade McClusky, Grizzly (1977), y en los clásicos de serie B The Exterminator (1980), con Samantha Eggar y Graduation Day (1981).

## Series
George fue la figura de la serie The Rat Patrol, donde interpretaba al sargento Sam Troy y la acción transcurría en el desierto africano, durante la Segunda Guerra Mundial.  Se filmaron 57 capítulos entre 1966-1968, y se convirtió en un clásico mundial, lo acompañaban los actores Gary Raymond como el sargento Jack Moffitt y Lawrence P. Casey como el cabo Mark Hitchcock; completaban el elenco Eric Braeden y Justin Tarr. En calidad de actor invitado pasó por series como Hechizada, Misión imposible, Historia Policial 1973, S.W.A.T, Wonder Woman, Los ángeles de Charlie, El Sheriff Lobo y La Isla de la Fantasía, entre otras muchas. También protagonizó la serie de 1969 El inmortal en donde él protagonista poseía una sangre única que lo hacía inmune al paso del tiempo,  esto permitía que el viviera para siempre. 
Ahora bien,  había algunos que sabían de esta particularidad y perseguían al "inmortal" para extraer su sangre. La serie versaba por tanto en esta persecución y la habilidad de su protagonista de escapar y la ayuda que recibía de personas que iban apareciendo en cada capítulo.

## Enlaces
- Christopher George en Internet Movie Database (en inglés).

- Datos: Q175908
- Multimedia: Christopher George / Q175908